# Бобруйская операция
Бобруйская операция (24 июня — 29 июня 1944 года) — фронтовая операция войск 1-го Белорусского фронта под командованием генерала армии К.К.Рокоссовского против немецких войск группы армий «Центр» во время Великой Отечественной войны, проведённая в Белоруссии. Часть стратегической Белорусской операции.
Итогами операции стали прорыв обороны противника, окружение и разгром главных сил 9-й армии вермахта, освобождение значительной территории Белоруссии, создание условий для последующего наступления на минском и барановичском направлениях.

## Планы советского командования
Замысел советского командования заключался в нанесении по немецким войскам ударов по сходящимся направлениям: северная группировка (3-я и 48-я армии, 9-й танковый корпус) наступала из района севернее Рогачёва в направлении на Бобруйск — Осиповичи, южная группировка (65-я и 28-я армии, 1-й гвардейский танковый корпус, КМГ фронта ген. И. А. Плиева) — из района южнее Паричи в общем направлении на Старые Дороги — Слуцк, при этом подвижные группы обеих групп должны были соединиться западнее Бобруйска с целью окружения и уничтожения основных сил 9-й немецкой армии. Затем войска должны были развивать дальнейшее наступление до рубежа Пуховичи — Слуцк.
Соответственно для поддержки двух наступавших группировок фронта были созданы северная и южная авиационные группы.

## Силы сторон

### РККА
- 1-й Белорусский фронт (командующий генерал армии К. К. Рокоссовский)
  - 3-я армия
  - 28-я армия
  - 48-я армия
  - 65-я армия
  - 16-я воздушная армия (2 300 самолётов, в том числе 495 бомбардировщиков, 675 штурмовиков, 1 040 истребителей, 90 разведчиков)
  - 1-й гвардейский танковый корпус
  - 9-й танковый корпус
- Днепровская военная флотилия
- соединения авиации дальнего действия

### Вермахт
- части группы армий «Центр» (командующий генерал-фельдмаршал Э. фон Буш)
  - 9-я армия (командующий генерал пехоты Г. Йордан, с 27 июня генерал Н. фон Форман)
    - 35-й армейский корпус
    - 41-й танковый корпус
    - 55-й армейский корпус
    - в резерве находились 707-я пехотная дивизия и 20-я танковая дивизия

## Ход боевых действий
По плану, утверждённому Ставкой Верховного главнокомандования, проведение Бобруйской операции было намечено на первом этапе операции “Багратион”, на правом фланге 1-го Белорусского фронта. Первоочередной задачей советских войск являлся прорыв обороны вермахта, состоящей из пяти оборонительных рубежей, проходивших по рекам: первый - Друть и Днепр, второй – Добрица, третий – Добысна, четвертый – Ола, пятый – Березина. С целью прорыва оборонительных рубежей противника, советское командование создало мощные ударные группировки, обладающие, на выбранных для наступления направлениях, значительным превосходством над противником: в живой силе – в 3,3 раза; в орудиях и минометах – в 6,3 раза; в танках и САУ – 3,6 раза; в самолетах – в 3,4 раза.
Замысел командующего фронтом К.К.Рокоссовского состоял в прорыве обороны противника на двух участках, после чего советские войска должны были наступать по двум направлениям, охватывая и в конечном итоге окружая группировку вермахта в районе Бобруйска. Одновременно с её уничтожением советские войска должны были выйти в район Пуховичей и Слуцка.
Войска 1-го Белорусского фронта перешли в наступление с рассветом 24 июня. В первые дни наступления благоприятно развивались события в полосе левого фланга фронта. В 12 часов дня с улучшением погоды появилась возможность нанести первый массированный удар авиацией, в котором наряду со штурмовиками участвовало 224 бомбардировщика. Войска 65-й и 28-й армий при активной поддержке авиации в первый день наступления вклинились в немецкую оборону на 10 км, освободили около 50 населённых пунктов, расширив участок прорыва до 30 км. Чтобы развить успех и отрезать немцам пути отхода из Бобруйска, командующий 65-й армией генерал П. И. Батов ввёл в сражение 1-й гвардейский танковый корпус. К исходу третьего дня наступления соединения 65-й армии вышли на реку Березину южнее Бобруйска, а войска 28-й армии форсировали реку Птичь.. Войска армии поддерживали корабли Днепровской военной флотилии. Ими были высажены успешные десант в селе Здудичи и десант в районе Скрыгалово — Конковичи.
Медленнее развивалось наступление в полосе правой ударной группировки 1-го Белорусского фронта на рогачёвско-бобруйском направлении, где действовали 3-я и 48-я армии. Дивизии двух стрелковых корпусов, отбивая яростные контратаки пехоты и танков, овладели только первой и второй траншеями. С большими трудностями шло наступление в полосе 48-й армии. Широкая болотистая пойма реки Друть крайне замедлила переправу пехоты, а особенно танков. Лишь после двухчасового напряжённого боя её части выбили немцев из первой траншеи и к 12 часам дня заняли вторую траншею. К северу от направления главного удара сопротивление противника оказалось слабее, и действовавшие здесь части несмотря на лесисто-болотистую местность продвинулись значительнее. Поэтому советское командование решило перегруппировать свои силы к северу и, используя обозначившийся успех, развивать наступление на новом направлении.
Конно-механизированная группа генерала Плиева, введённая на второй день операции, в полосе наступления 28-й армии наступала в северо-западном направлении и к 26 июня вышла к реке Птичь в районе Глуска и местами форсировала её. В ночь на 27 июня 1-й гвардейский танковый корпус, совершив манёвр, перерезал дороги, идущие от Бобруйска на запад и юго-запад. Большую помощь наступавшим соединениям оказывала 16-я воздушная армия, нанося непрерывные удары по отходившим войскам и переправам через реку Березина.
Возобновилось наступление и войск 3-й армии. Но развивалось оно медленно. Тогда по указанию командования фронта командующий 3-й армией генерал А. В. Горбатов утром 25 июня ввёл в сражение 9-й танковый корпус. Совершив искусный манёвр по лесисто-болотистой местности, танкисты при поддержке двух авиадивизий начали стремительно продвигаться вглубь обороны противника и к утру 27 июня стали обходить Бобруйск с севера, где корпус соединился с 1-м гвардейским танковым корпусом, завершив окружение 40-тысячной группировки противника в районе юго-восточнее Бобруйска. В окружение попало 6 дивизий — 40 тыс. солдат и офицеров (по другим данным около 70 тыс. человек) и большое количество вооружения и боевой техники. К этому времени 65-я армия вышла на подступы к Бобруйску, а 28-я армия освободила Глуск.
Окружённые немецкие дивизии пытались прорваться, с тем чтобы вместе с 4-й армией создать оборону на Березине и на подступах к Минску. Однако массированный налёт 526 самолётов 16-й воздушной советской армии, продолжавшийся полтора часа, причинил немцам огромный урон и окончательно деморализовал их. В окружённых немецких войсках началась паника, многие солдаты бросали оружие и пытались выбраться из окружения на запад самостоятельно. Прибывшая после боёв комиссия обнаружила в зоне авиаудара свыше 1 000 трупов немецких солдат и офицеров и подбитую и сожжённую технику: 150 танков и штурмовых орудий, около 1 000 артиллерийских орудий, до 6 000 автомашин, 300 тягачей, до 3 000 конных повозок с грузами.
К середине дня 28 июня подошедшие войска 48-й армии ударами с нескольких направлений в основном уничтожили окружённую группировку противника. Лишь 5-тысячной группе противника удалось прорваться в направлении на Осиповичи, но и она вскоре была взята в плен. 29 июня Бобруйск, в котором держала оборону 383-я пехотная дивизия, был взят советскими войсками.
По данным штабов советских войск, в результате боев за Бобруйск немецкие войска понесли значительные потери – были уничтожены более 7 тысяч солдат и офицеров, взято в плен до 2 тысяч человек, захвачены 12 эшелонов с продовольствием, фуражом и снаряжением, свыше 400 артиллерийских орудий, 60 танков и штурмовых орудий, более 500 автомашин.
Одновременно с завершением уничтожения немецких войск к юго-востоку от Бобруйска и в самом городе, основные силы 3, 65-й и 28-й армий во взаимодействии с партизанми продолжали наступление в северо-западном и западном направлении. Преследуя немецкие войска, прорвали оборону врага на р. Птичь, освободили г. Глуск, являющийся крупным узлом шоссейных дорог. Конно-механизированная группа продвинулась более чем на 50 км, освободив населенные пункты Глуша и Городок, город и железнодорожную станцию Старые Дороги. К 29 июня войска 1-го Белорусского фронта на четверо суток ранее намеченного планом операции срока успешно решили поставленные задачи.

## Итоги операции
В результате Бобруйской операции войска 1-го Белорусского фронта за 5 суток окружили и разгромили главные силы 9-й немецкой армии и создали условия для стремительного наступления на Минск и Барановичи. К исходу 29 июня они продвинулись до 110 км. Окружение бобруйской группировки в оперативной глубине было достигнуто двусторонним охватом, осуществлённым в короткие сроки. Важнейшая особенность уничтожения этой группировки — массированное применение авиации фронта. Двадцать наиболее отличившихся в боях соединений и частей были удостоены почётного наименования «Бобруйские».